# میلاماینا
میلاماینا (به لاتین: Milamaina) یک منطقهٔ مسکونی در ماداگاسکار است که در Fandriana District واقع شده‌است.
 میلاماینا  ۷٬۰۰۰ نفر جمعیت دارد و ۱٬۴۰۶ متر بالاتر از سطح دریا واقع شده‌است.